# Fresno de la Fuente
Fresno de la Fuente ist ein nordspanischer Ort und eine Gemeinde (municipio) mit 77 Einwohnern (Stand: 2024) in der Provinz Segovia in der Autonomen Gemeinschaft Kastilien-León.

## Lage und Klima
Die Gemeinde Fresno de la Fuente liegt etwa 80 km (Fahrtstrecke) nordöstlich von Segovia in einer mittleren Höhe von ca. 1030 m. Durch die Gemeinde führt die Autovía A-1.  Das Klima ist im Winter rau, im Sommer dagegen gemäßigt bis warm; Regen (ca. 530 mm/Jahr) fällt übers Jahr verteilt.

## Bevölkerungsentwicklung
| Jahr      | 1970 | 1981 | 1991 | 2001 | 2011 | 2021 |
| Einwohner | 161  | 96   | 106  | 74   | 101  | 78   |

## Sehenswürdigkeiten

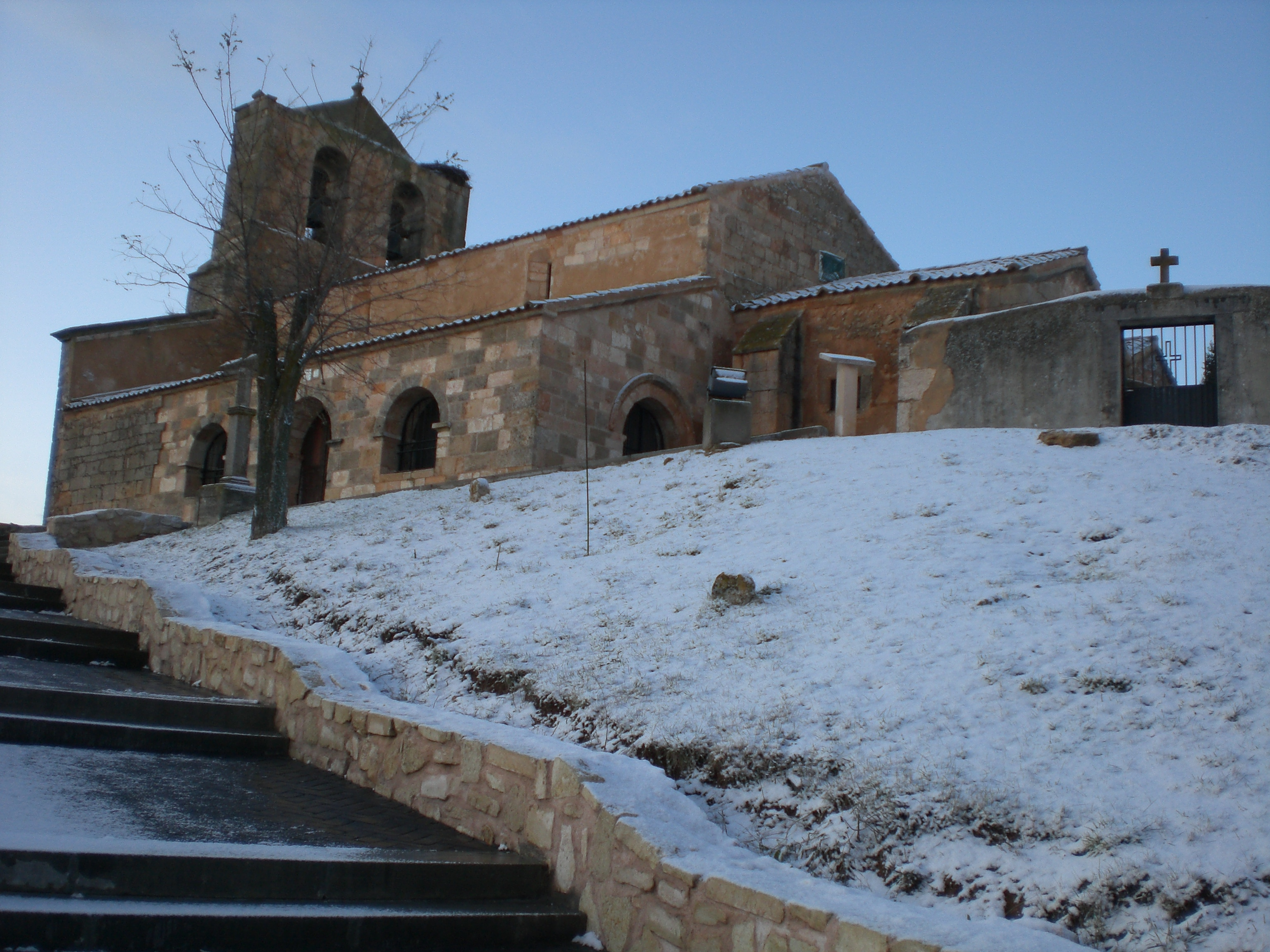
Michaeliskirche
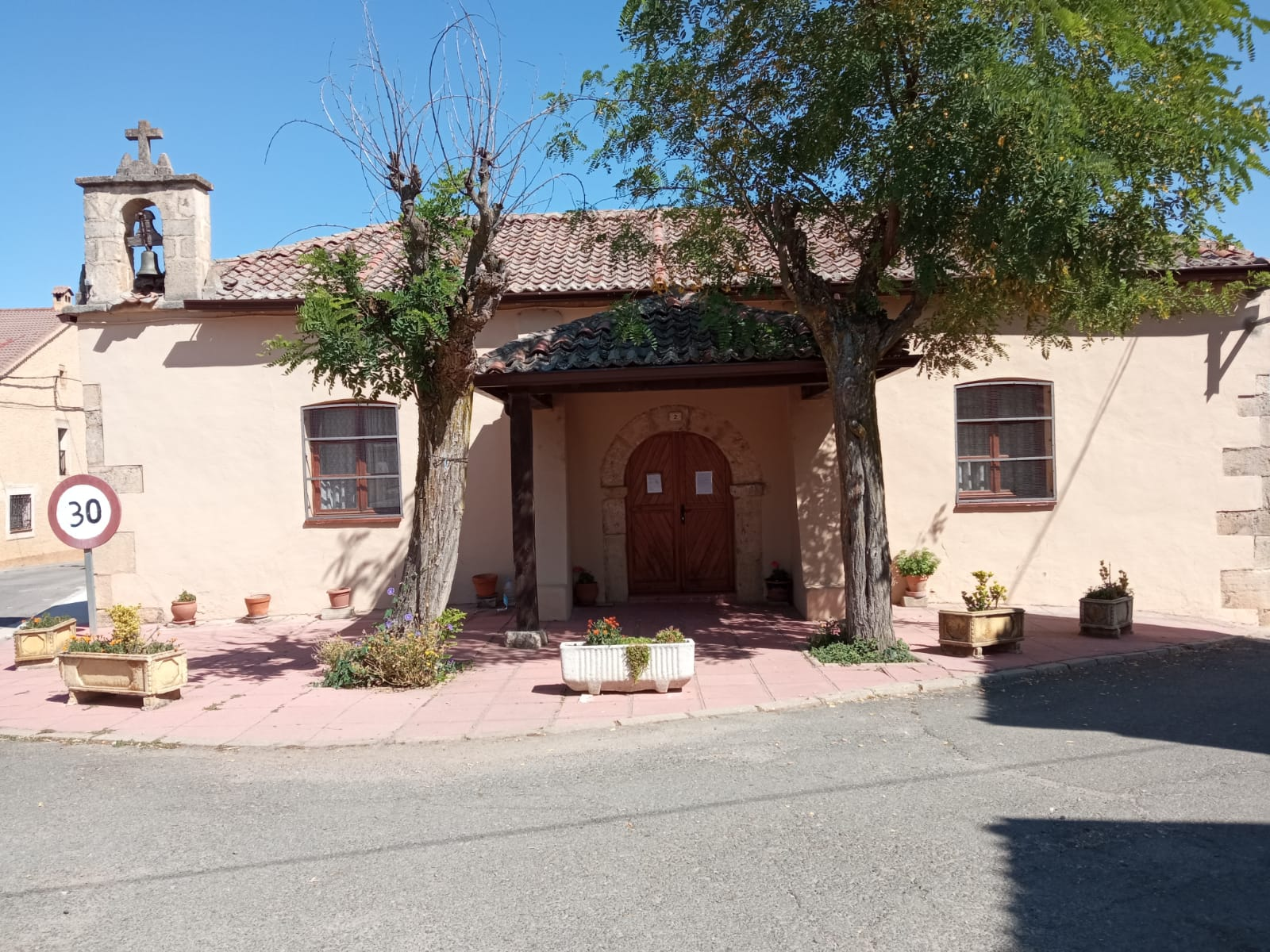
Marienkapelle
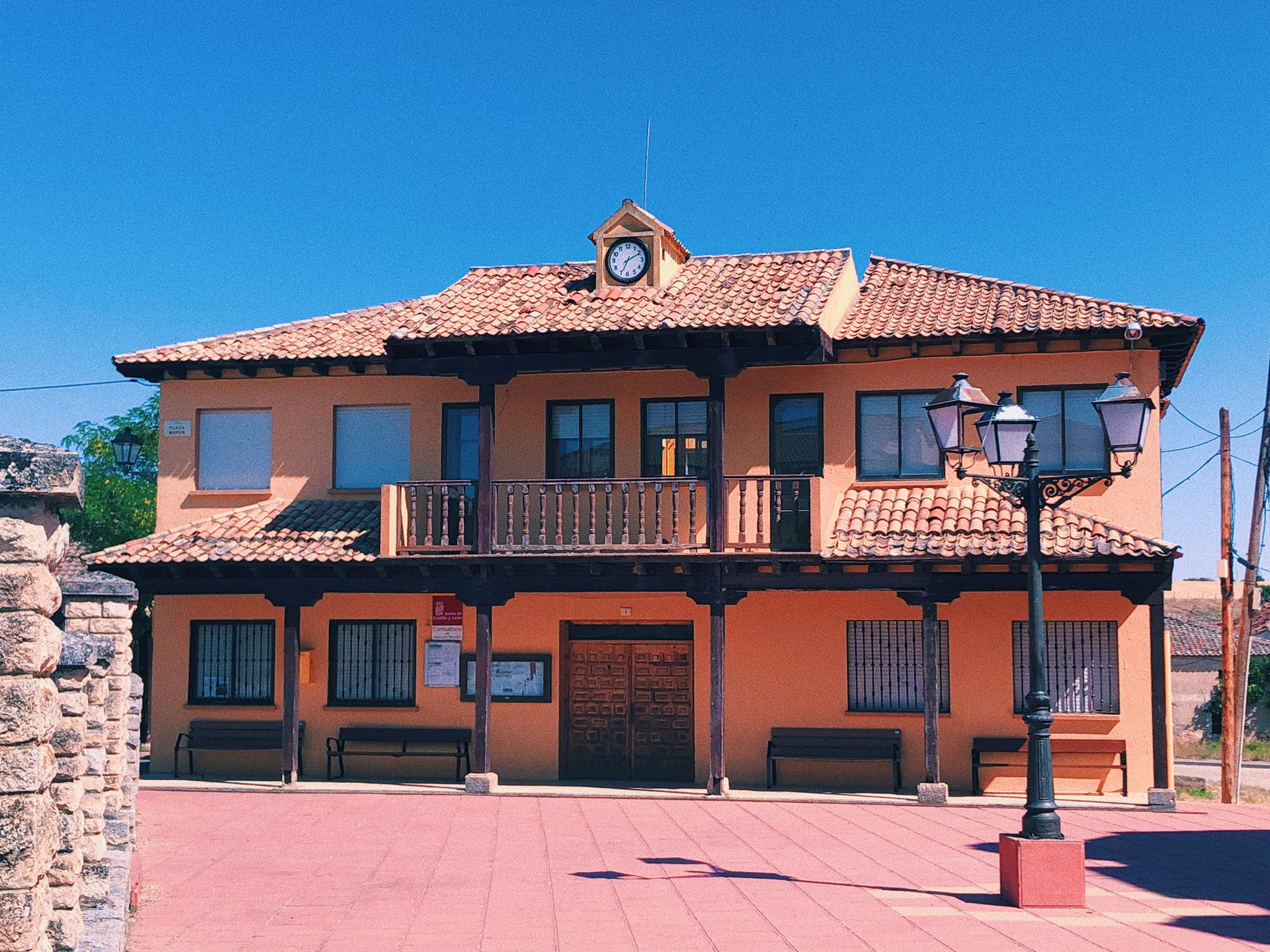
Rathaus

- Michaeliskirche
- Marienkapelle
- Rathaus